# Корчі
Корчі́ — пасажирський зупинний пункт Південно-Західної залізниці (Україна), розташований на дільниці Фастів I — Київ-Волинський між станціями Мотовилівка (відстань — 2 км) і Васильків I (8 км). Відстань до ст. Фастів I — 19 км, до ст. Київ-Волинський — 38 км..
Зупинний пункт розташований у лісі на межі Плесецької та Малосолтанівської сільських рад Васильківського району Київської області, за 1 км на північний захід від села Скрипок, за 1,5 км на південь від Плесецького. Має дві платформи берегового типу. 
Відкритий 1926 року.

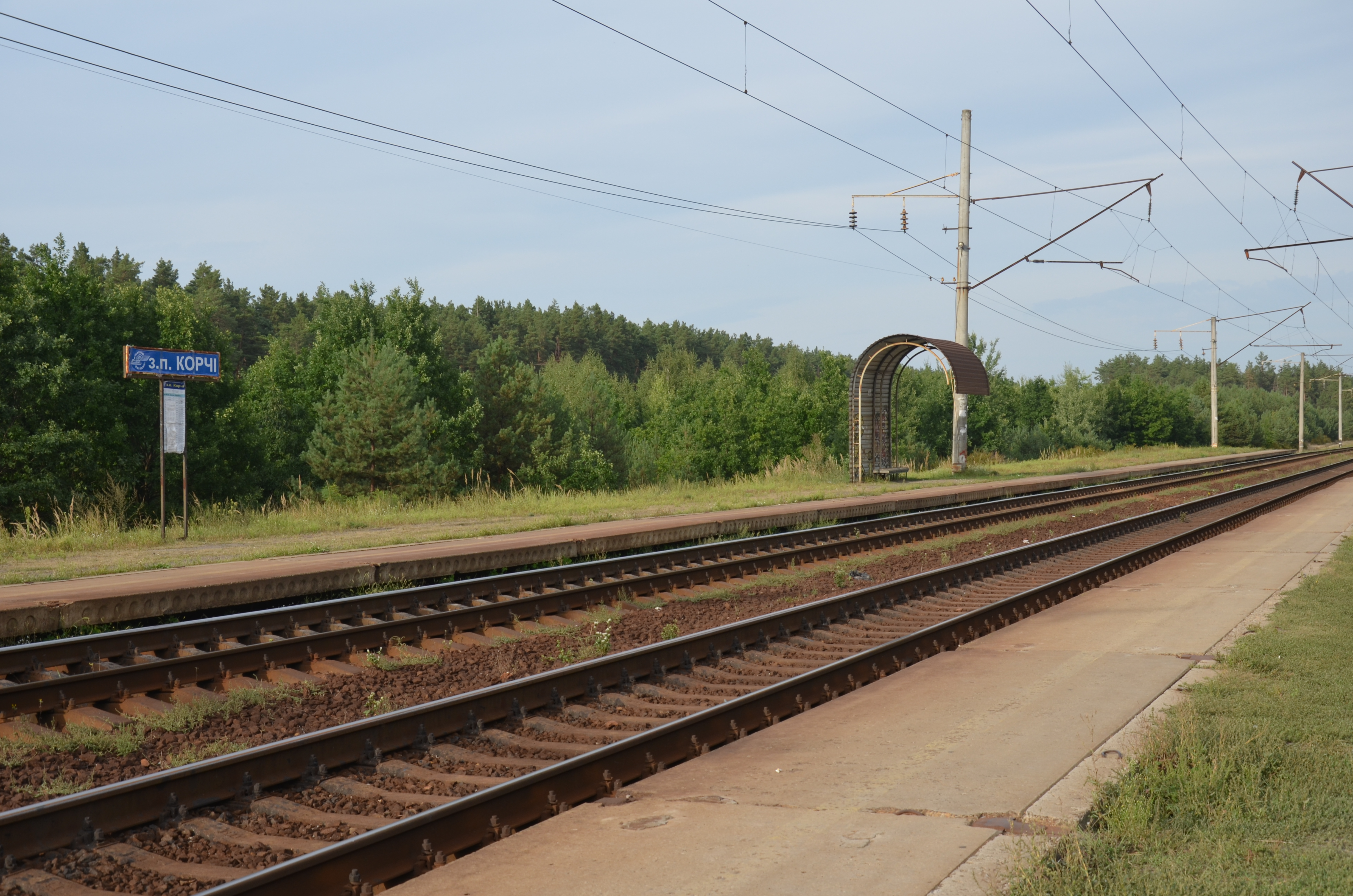
Зупиночний пункт Корчі

Зупинний пункт приймає приміські електропоїзда за такими напрямами:
- Київ - Фастів I ;
- Київ - Козятин I ;
- Київ - Миронівка (через Фастів I );
- Фастів I - Київ;
- Козятин I - Київ;
- Миронівка -  Київ;
- Мотовилівка -  Київ.

У 2013 році було проведено реконструкцію зупинного пункту. Було змонтовано дві низькі платформи з показчиком назви зупинного пункту та розкладом руху електропоїздів. Старі платформи та кассове приміщення були демонтовані.
Біля зупинного пункту розташований заклад громадського харчування "Корчик", а також встановлено Хрест та пам'ятний знак на вшанування учасників Бою під Мотовилівкою.

## Транспорт
Від села Мала Солтанівка до зупинного пункту Корчі щоденно курсує місцевий автобус за маршрутом:
- вулиця. Леніна (зупинка "Дача") - вулиця Комсомольська - село Скрипки - зупинний пункт Корчі[5].

Розклад руху автобусів прив'язаний до розкладу руху електропоїздів у напрямку Києва. Також згідно розкладу існує декілька відправлень до села Велика Солтанівка.